# Waverly (Illinois)
Waverly – miasto w Stanach Zjednoczonych, w stanie Illinois, w hrabstwie Morgan.